# Verführt (1949)
Verführt ist ein US-amerikanisches Filmdrama aus dem Jahr 1949 mit Sally Forrest und Keefe Brasselle in den Hauptrollen. Der Film wurde von Emerald Productions, Inc. produziert.

## Handlung
Die 19-jährige Kellnerin Sally Kelton verliebt sich in den älteren Klavierspieler Steve Ryan und verbringt die Nacht mit ihm. Am nächsten Tag verlässt Steve die Stadt, um eine Stelle in Capitol City anzutreten. Sally fährt heim und wird wegen zu schnellen Fahrens von der Polizei angehalten. Darüber gerät sie mit ihren strengen Eltern in Streit, woraufhin sie beschließt, Steve nachzureisen.
Auf der Busfahrt lernt sie den Kriegsveteranen Drew Baxter kennen, der ihr eine Pension empfiehlt. Sally besucht Steve und bittet ihn, sie zu heiraten, doch der weist sie ab. Sally arbeitet an einer Tankstelle, die Drew leitet. Drew merkt, wie verletzt Sally ist, und will sie aufmuntern. Er besucht mit ihr eine Kirmes und nach einer Karussellfahrt macht er ihr einen Antrag. Zwar befürchtet Drew, wegen seines Holzbeines, das Resultat einer Kriegsverletzung, zurückgewiesen zu werden. Doch Sally sagt ihm, dass er der netteste Mann sei, den sie jemals kennengelernt habe, und bittet ihn um Bedenkzeit. Als Sally einen Schwächeanfall hat, bringt Drew sie nach Hause. Ein Arzt untersucht Sally und stellt fest, dass sie schwanger ist. Voller Scham verlässt Sally auch Capitol City. Nach einiger Zeit bricht sie vor einer Kirche zusammen und wird in ein Heim für unverheiratete Mütter gebracht. Drew findet heraus, wo Sally ist, und besucht am Weihnachtstag das Heim. Die Pflegerin Mrs. Stone erklärt ihm, dass Sally ein Baby erwartet.
Nach der Geburt gibt Sally ihren Sohn zur Adoption frei. Sie kann nicht alleine für das Kind sorgen, zudem will sie ihm die Schmach ersparen, eine unverheiratete Mutter zu haben. Sie nimmt Arbeit in einer Wäscherei an. Die vielen Kinder in ihrer Nachbarschaft erinnern sie immer wieder an ihren Sohn. Einem Sozialarbeiter des Heims sagt sie, dass sie ihren Sohn wiederhaben will, doch der wurde bereits adoptiert. Benommen verlässt sie das Heim, sieht einen alleinstehenden Kinderwagen und nimmt das Baby an sich. Schon bald wird sie von der Polizei aufgegriffen und wegen Kindesentführung verhaftet.
Mrs. Stone liest von dem Fall in der Zeitung. Sie ruft das Gericht an und erklärt Sallys Beweggründe. Tatsächlich zieht die Mutter des Kindes die Anklage zurück. Der Sozialarbeiter informiert derweil Drew. Als Sally das Gerichtsgebäude verlässt und Drew sieht, rennt sie panisch weg und will sich von einer Brücke stürzen. Drew läuft ihr hinterher, doch mit seinem Holzbein ist er langsamer. Durch die ungewohnte Anstrengung bricht er erschöpft zusammen. Sally schaut zurück, sieht Drew liegen und rennt zu ihm. Sie kniet neben ihm nieder und beide umarmen sich.

## Produktion
Gedreht wurde der Film von Ende Februar bis Mitte März 1949 in Los Angeles sowie in den Universal-Studios in Universal City.
Regisseur Elmer Clifton erlitt kurz nach Beginn der Dreharbeiten einen Herzanfall und konnte nicht mehr weiterarbeiten. Drehbuchautorin und Produzentin Ida Lupino sprang für Clifton ein und kam so zu ihrem Regiedebüt. Für Clifton war es der letzte Film, an dem er arbeitete. Er starb am 15. Oktober 1949 an den Folgen einer Hirnblutung.
Charles D. Hall oblag die künstlerische Leitung.

## Veröffentlichung
Die Premiere des Films fand am 24. Juni 1949 statt. In der Bundesrepublik Deutschland kam er am 2. Juni 1950 in die Kinos.

## Kritiken
Der Filmkritiken-Aggregator Rotten Tomatoes hat in einer Auswertung von fünf Kritiken eine Zustimmungsrate von 80 Prozent errechnet. Das Publikumsergebnis hat sich bei 46 Prozent positiver Bewertungen eingependelt.
Das Lexikon des internationalen Films schrieb: „Ein engagierter Problemfilm, der die seelische und materielle Not der ledigen Mutter durchleuchtet; gut gespielt und inszeniert.“
Der Kritiker der The New York Times hob hervor, wie lobenswert zurückhaltend die beklagenswerten Probleme einer unverheirateten Mutter untersucht werden. In ihrem Bestreben, billige Sensationslust zu vermeiden, erschufen die Produzenten unglücklicherweise einen schlaffen, wenn nicht sogar langweiligen Film. Dies sei zu gleichen Teilen den Autoren, dem Regisseur und den Darstellern anzulasten.
Richard Brody schrieb im Magazin The New Yorker, der Film sei eine überraschende Mischung aus Mitgefühl und Fantasie. Regisseurin Lupino zeige eine dokumentarische Begeisterung an Arbeit und Schauspiel. Sie vermittele die weltfremde, unpraktische Leidenschaft der jungen Mutter mit weichen, innigen Nahaufnahmen und intensiver, effektvoller Subjektivität.
Der Kritiker des TV Guide sah eine anständige Seifenoper, die realistisch dargestellt sei.